# Ping'an (socken i Kina, Shandong)
Ping'an (kinesiska: 平安街道, 平安) är en socken i Kina. Den ligger i provinsen Shandong, i den östra delen av landet, omkring 20 kilometer väster om provinshuvudstaden Jinan. Antalet invånare är 60 766. Befolkningen består av 30 181 kvinnor och 30 585 män. Barn under 15 år utgör 14,0 %, vuxna 15-64 år 77 %, och äldre över 65 år 7,0 %.
Genomsnittlig årsnederbörd är 818 millimeter. Den regnigaste månaden är juli, med i genomsnitt 297 mm nederbörd, och den torraste är januari, med 5 mm nederbörd.